# Кліпни двічі
«Кліпни двічі» (англ. Blink Twice) — американський психологічний трилер, режисерський дебют Зої Кравіц, знятий за сценарієм, який вона написала у співавторстві з Е. Т. Фейгенбаумом. У фільмі зіграли Наомі Екі, Ченнінг Тейтум, Крістіан Слейтер, Адріа Архона, Кайл Маклаклен, Гейлі Джоел Осмент та Джина Девіс.

## Синопсис
Офіціантка закохується в магната і вирушає з ним на його приватний острів, на якому все починає йти шкереберть.
Слейтер Кінґ (Ченнінг Тейтум) нажив статків завдяки своїм технологічним винаходам. Він мільярдер і може собі дозволити будь-що. На благодійному заході він знайомиться з офіціанткою Фрідою (Наомі Екі). Іскрі між ними не судилося згаснути, тож Слейтер запрошує дівчину та її подругу долучитися до нього та його друзів. Усі разом вони летять на приватному літаку на віддалений острів. Фріда помічає, що навколо коїться щось дивне і якщо вона хоче вибратися звідси живою, то мусить мислити тверезо.

## Акторський склад
| Актор              | Роль         |
| ------------------ | ------------ |
| Наомі Екі          | Фріда        |
| Ченнінг Тейтум     | Слейтер Кінг |
| Крістіан Слейтер   | Вік          |
| Адріа Архона       | Сара         |
| Саймон Рекс        | Коді         |
| Алія Шокат         | Джесс        |
| Кайл Маклаклен     | Річ          |
| Гейлі Джоел Осмент | Том          |
| Джина Девіс        | Стейсі       |
| Зої Кравітц        | стюардеса    |

## Український дубляж
- Режисер – Катерина Брайковська,
- перекладач – Катерина Щепковська,
- звукорежисер – Геннадій Алексєєв,
- звукорежисер миксу – Андрій Желуденко,
- координатор проєкту – Юлія Кузьменко.

Студія – Постмодерн
- Фріда – Антоніна Хижняк,
- Слейтер – Дмитро Гаврилов,
- Сара – Катерина Качан,
- Каміла – Вікторія Тишкевич,
- Вік – Андрій Твердак,
- Коді – Павло Скороходько,
- Джесс – Катерина Брайковська,
- Гезер – Анастасія Зіновенко,
- Лукас – Кирило Татарченко,
- Том – Олександр Погребняк,
- Стейсі – Олена Узлюк,
- Річ – Олег Лепенець.

А також: Анна Бащева, Іван Розін, Михайло Войчук, Наталія Надірадзе, Андрій Мостренко, Аліна Проценко, Роман Солошенко, Петро Сова та інші.

## Виробництво
Зої Кравіц почала писати сценарій фільму під робочою назвою Pussy Island у 2017 році. У червні 2021 року Кравіц розповіла про свої плани дебютувати режисером з фільмом, сценарій якого вона написала у співавторстві з Е.Т. Фейгенбаум. Ченнінг Тейтум підписав контракт на головну роль у фільмі, а на Каннському кіноринку компанія MGM виграла права на дистрибуцію, а Наомі Екі отримала головну жіночу роль. У травні 2022 року до акторського складу приєднався Саймон Рекс. У липні до акторського складу фільму додалися Крістіан Слейтер, Алія Шокат, Джина Девіс, Адрія Архона, Гейлі Джоел Осмент і Кайл МакЛаклен.
Зйомки розпочалися 23 червня 2022 року, виробництво відбувалося в Мексиці.

## Випуск
Реліз у США відбувся 23 серпня 2024 року компанією Amazon MGM Studios, тоді як Warner Bros. Pictures випустила стрічку в міжнародний прокат, починаючи з 21 серпня 2024 року.